# Keijia antoni
Keijia antoni är en spindelart som först beskrevs av Eugen von Keyserling 1884.  Keijia antoni ingår i släktet Keijia och familjen klotspindlar. Inga underarter finns listade i Catalogue of Life.